# Disa woodii
Disa woodii är en orkidéart som beskrevs av Rudolf Schlechter. Disa woodii ingår i släktet Disa och familjen orkidéer. Inga underarter finns listade i Catalogue of Life.